# Lydie Bondyová

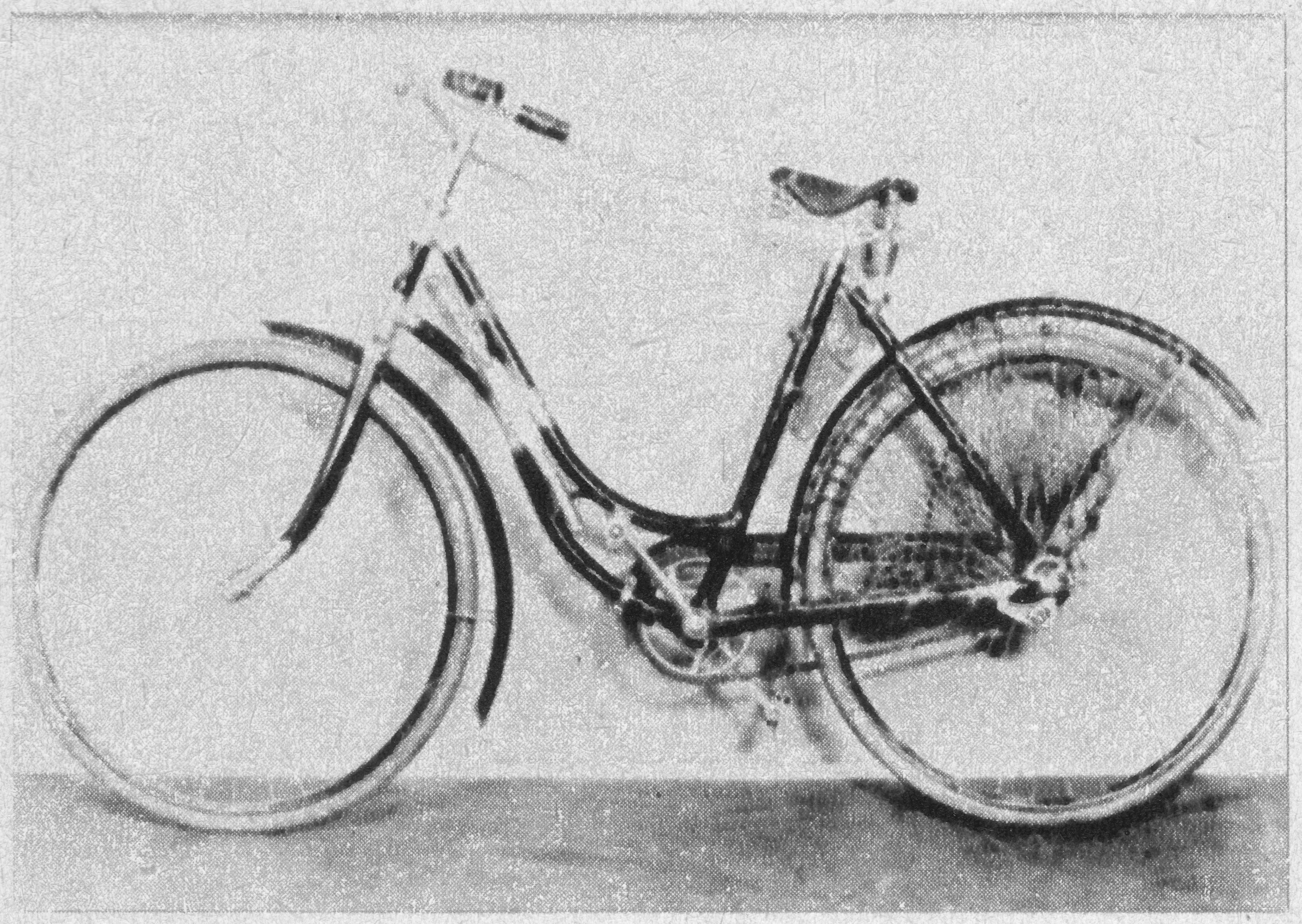
Dámské jízdní kolo, které na místě atentátu zanechal parašutista Jozef Gabčík

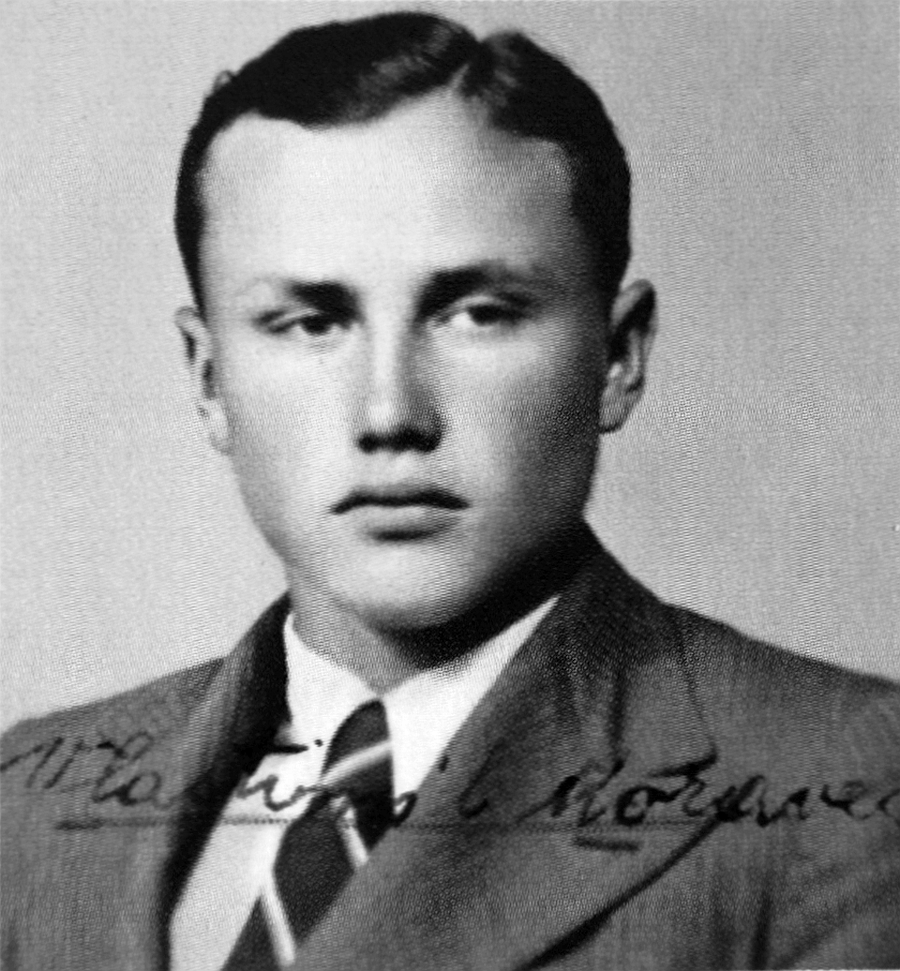
Vlastimil Moravec

Lydie Bondyová, někdy uváděna jako Lydia Bondy, rozená Holznerová (3. září 1921 Teplice-Šanov – 24. října 1942 koncentrační tábor Mauthausen) byla zdravotní sestrou a první majitelkou dámského jízdního kola, které použil Jozef Gabčík při atentátu na R. Heydricha. Při vyšetřování atentátu byla označena za podporovatelku parašutistů výsadku Anthropoid a odsouzena k trestu smrti. Spolu s ní byla zatčena a popravena její matka Frieda Holznerová a někteří členové rodiny Bondyů.

## Život

### Rodinný původ
Lydie Holznerová se narodila 3. září 1921 v Teplicích–Šanově. Jejím otcem byl obchodník s kůží Franz Holzner (1892–1937) (původem z Toužimi) a její matkou byla Frieda Holznerová (rozená Grünhutová; 1898–1942), která pocházela z Tachova. Manželé Holznerovi se seznámili na plese v roce 1919 a ještě téhož roku byla svatba.

### Nové dámské jízdní kolo
Když bylo Lydii 14 let, zakoupil jí její otec (v roce 1935) k narozeninám v teplické prodejně Josefa Krčmáře dámské jízdní kolo.

### Vlastimil Moravec
S patnáctiletým Vlastimilem Moravcem se stejně stará Lydie poprvé setkala v roce 1936 v Teplicích, kde trávil prázdniny (na měsíc zde pobýval u německé rodiny, aby se zdokonalil v němčině). Vlastimil Moravec navštěvoval střední obchodní školu v Praze a chtěl si po studiu najít práci v Norsku. Oba mladí lidé v sobě našli zalíbení a byli více než jen příteli.

### Z Teplic do Prahy
Po smrti Franze Holznera (v roce 1937) a po postoupení českého pohraničí Německu na základě Mnichovské dohody se Holznerovi (Lydie, její sestra Edita a jejich matka Frieda) museli na podzim 1938 přestěhovat z Teplic na pražské Vinohrady. Frieda byla ještě za života svého chotě ženou v domácnosti. V roce 1938 bylo Editě Holznerové 13 let (pracovat ještě nemohla) a tak zajištění financí pro rodinu musela obstarat Lydie tím, že začala chodit do práce.

### Začátky v Praze
Jako Židé plánovali Holznerovi následně odjezd do Chile. Povolení k vystěhování, které začátkem roku 1939 dostali, se jim ale nepodařilo využít (v říjnu 1939 se podařilo opustit protektorát pouze Lydiině sestře Editě) a nakonec obě ženy (Lydie a Frieda) musely zůstat v Protektorátu Čechy a Morava. Holznerovi nejprve bydleli v Praze ve Fochově ulici číslo 28 (dnes Vinohradská 24) nedaleko budovy českého rozhlasu.

### Rodiny Bondyů
Lydie si z Teplic přivezla svoje dámské jízdní kolo do Prahy a zpočátku na něm jezdila před Václavské náměstí do práce. V nemocnici, kde pracovala jako zdravotní sestra se seznámila s o 11 let starším lékařem MUDr. Jiřím Bondym. Ten pocházel z lékařské rodiny, jeho otec i bratr Karel Bondy byli oba lékaři. V roce 1941 se Lydie Holznerová provdala za MUDr. Jiřího Bondyho a přestěhovala se k jeho rodině do ulice Elišky Krásnohorské. Její matka Frieda Holznerová, coby Židovka, musela opustit byt ve Fochově (repektive Schwerině) ulici a přestěhovala se za svojí provdanou dcerou Lydií a jejím mužem Jiřím do velkého bytu Bondyů do ulice Elišky Krásnohorské. Byt Bondyů byl sice velký, Jiřího otec MUDr. Alexander Bondy tam měl ordinaci, ale nakonec se do bytu k Bondyovým sestěhovali další členové rodiny, takže v bytě bylo poněkud těsno neb nakonec tam žilo 13 osob.

### Příběh „atentátníkova“ kola
Vzhledem k Norimberským zákonům, které zakazovaly Židům vlastnit dopravní prostředky i jízdní kola, Lydie Bondyová darovala svůj bicykl kolegyni, zdravotní sestře Marii Šebestové, která pro něj ale neměla využití. Kolo tedy přenechala svojí sestře Barboře Kuthanové, ale ta jí ho zase (pro nevyužití) vrátila zpět. Před Vánoci roku 1941 nabídla Lydie bicykl Marii Moravcové, respektive jejímu mladšímu synovi Vlastimilu Moravcovi a odtud se bicykl dostal do Libně k Jozefu Gabčíkovi.

### Zatýkání po atentátu
Zrada parašutisty Karla Čurdy a další intenzivní vyšetřování atentátu německými kriminalisty a gestapem vedlo k postupnému rozkrytí sítě podporovatelů parašutistů: 
- Lydie Bondyová coby původní majitelka kola byla zatčena, protože neposkytla Němcům informace o vlastníkovi bicyklu.[12]
- Současně s ní byla zatčena i její matka Frieda Holznerová.[p. 12]
- Dalšímu zatčení neunikl ani manžel Lydie – urolog MUDr. Jiří Bondy a
- jeho strýc Zdenko (Zdeněk) Bergmann.[p. 13]
- V létě 1942 byli taktéž zatčeni oba rodiče MUDr. Jiřího Bondyho:[14]
  - gynekolog a porodník MUDr. Alexander (Alexandr) Bondy[14][p. 14] a
  - jeho manželka Hilda Bondyová.[12][14][p. 15]
- Gestapu neunikli ani Marie Šebestová a Karel Šebesta (nar. 25. října 1898) a Barbora Kuthanová s manželem Antonínem Kuthanem (nar. 7. června 1896).

### Věznění, smrt
Všichni zatčení rodinní příslušníci byli převezeni do věznice gestapa v Malé pevnosti Terezín a odtud byli (kromě MUDr. Jiřího Bondyho, který zde zemřel 21. července 1942) deportování 22. října 1942 resp. 23. října 1942 do KT Mauthausen. Zde byli zavražděni střelou do týla v sobotu 24. října 1942 ve skupině 262 československých vlastenců, kteří byli ten den (v čase od 8.30 do 17.42 hodin) zbaveni života stejným způsobem. Exekuce se konala v odstřelovacím koutě (německy: Genickschussecke) přikrytém černou látkou a maskovaném jako osobní výškoměr, který se nacházel v mauthusenském bunkru.

## Připomínky
- Její jméno (Bondyová Lydie roz. Holznerová *3. 9. 1921), jméno její matky (Holznerová Sára Frida roz. Grünhutová *24.5.1898) i jméno jejího tchána (Bondy Alexander MUDr. *3. 10. 1874) a tchyně (Bondyová Hilda roz. Bergmannová *8. 6. 1887) je uvedeno na pomníku při pravoslavném chrámu svatého Cyrila a Metoděje (adresa: Praha 2, Resslova 9a). Pomník byl odhalen 26. ledna 2011 a je součástí Národního památníku obětí heydrichiády.[19][20][21]
- Pamětní deska věnována příslušníkům rodin Bergmannových, Bondyových a Holznerových se nachází na obvodové zdi vpravo od vchodu do činžovního domu na adrese: Elišky Krásnohorské 10/2, 110 00 Praha 1 – Josefov.[22]

V tomto domě žili obětaví členové odboje
Hilda BONDYOVÁ, MUDr. Alexander BONDY
Lydie BONDYOVÁ, MUDr. Jiří BONDY
Frieda HOLZNEROVÁ a Zdenko BERGMANN
podpořili splnění úkolu výsadku ANTHROPOID
Zavražděni 22.7.1942 v Terezíně
a 24.10.1942 v KT Mauthausen

 ,  ,  
- Na Novém židovském hřbitově na Olšanech se nachází kenotaf Lydie Bondyové a dalších rodinných příslušníků. Na desce je nápis: "IN MEMORIAM / Oběti Heydrichyády / ZDENKO BERGMANN / HILDA BERGAMANN-BONDY / ALEXANDER BONDY / JIŘÍ BONDY / LYDIA HOLZNER-BONDY."[23]

## Galerie

Rodinní příslušníci
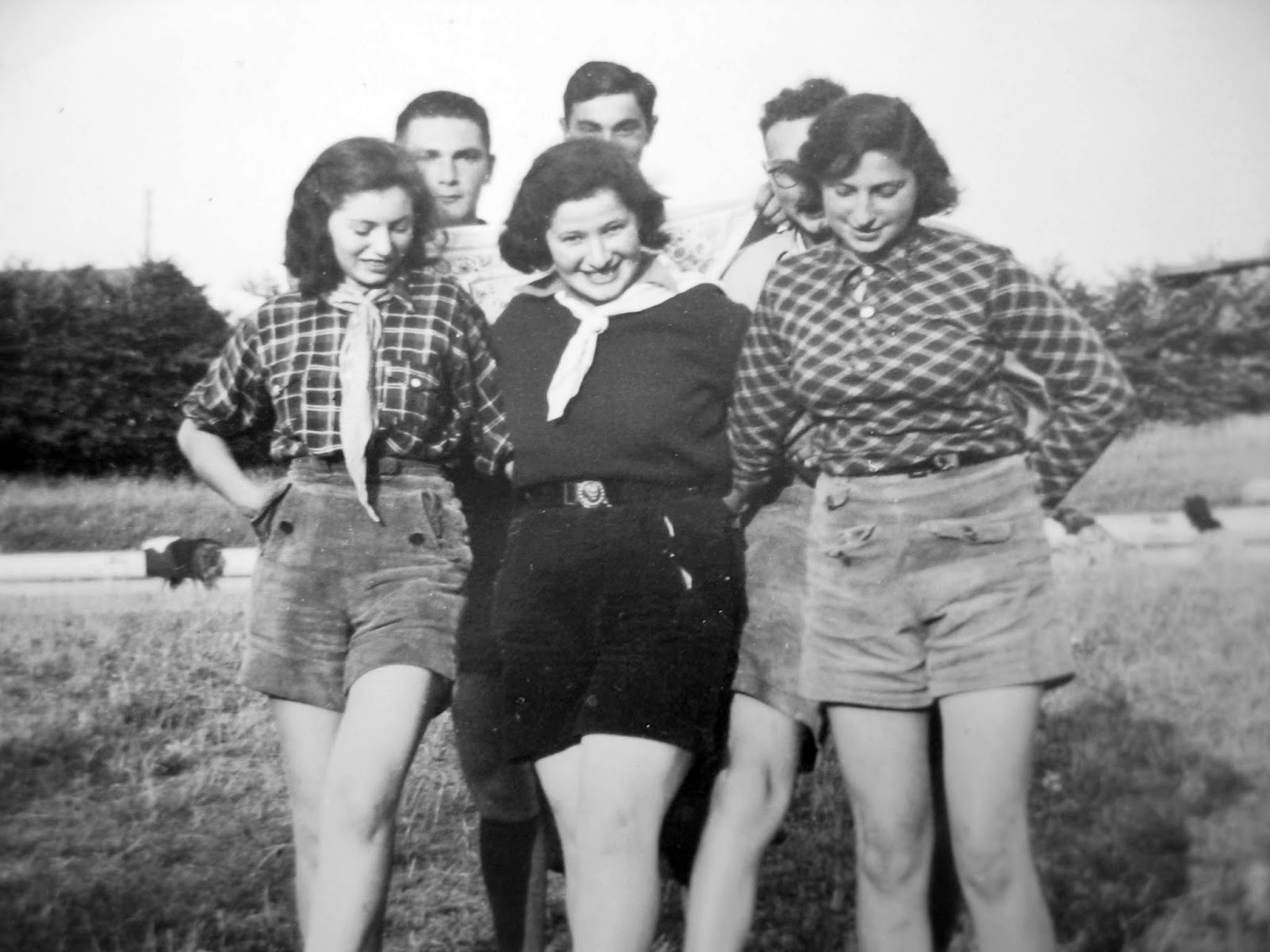
Mladší sestra Lydie Bondyové – Edita Holznerová ve tmavém oblečení uprostřed
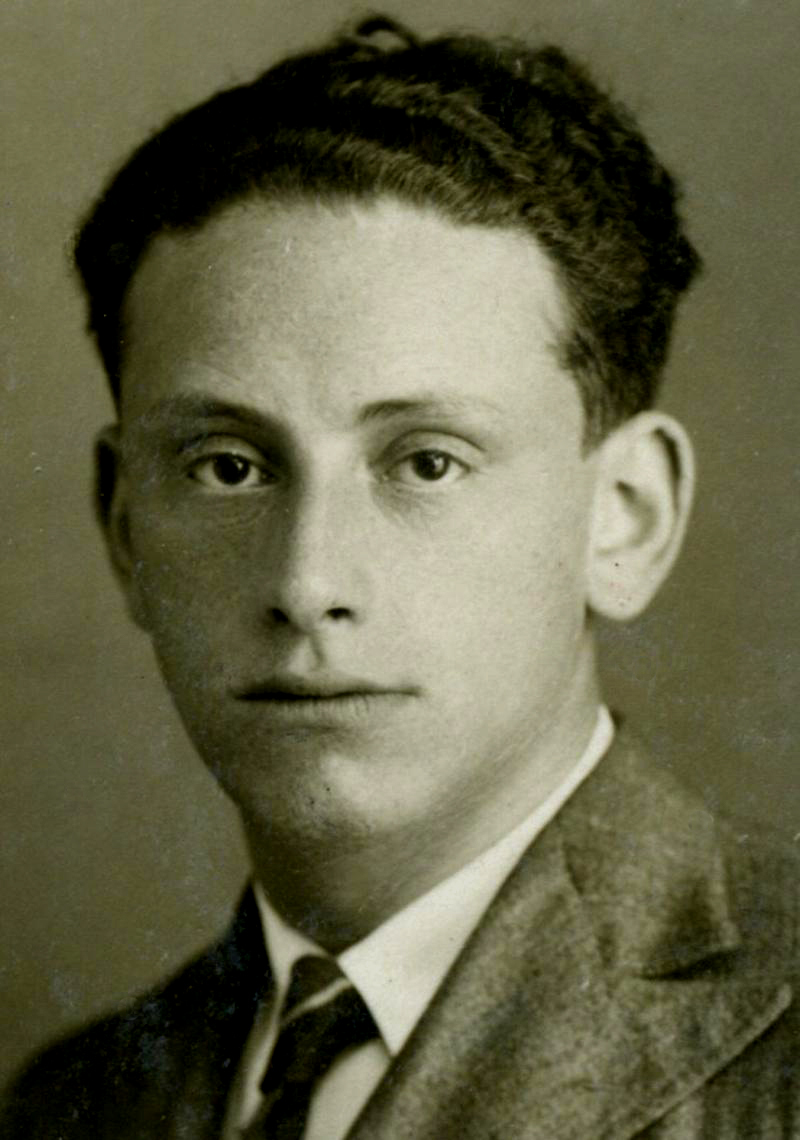
Manžel Lydie Bondyové – MUDr. Jiří Bondy
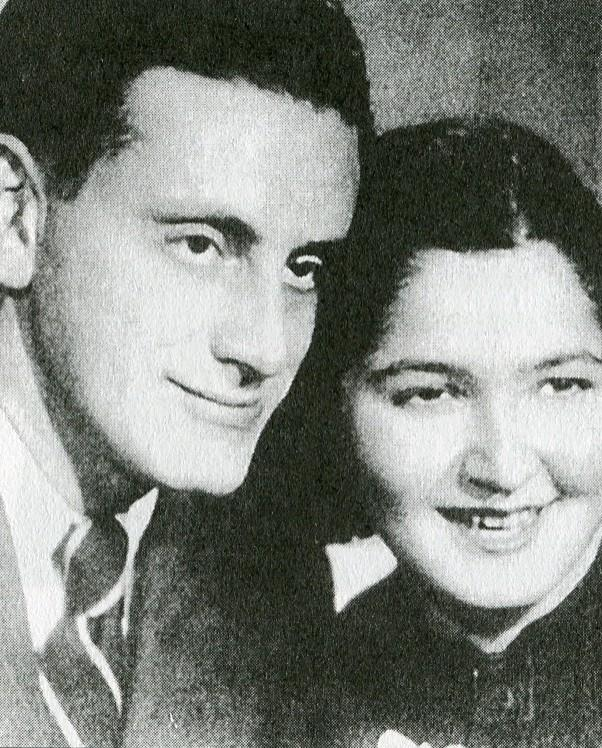
Manželé Lydie a Jiří Bondyovi
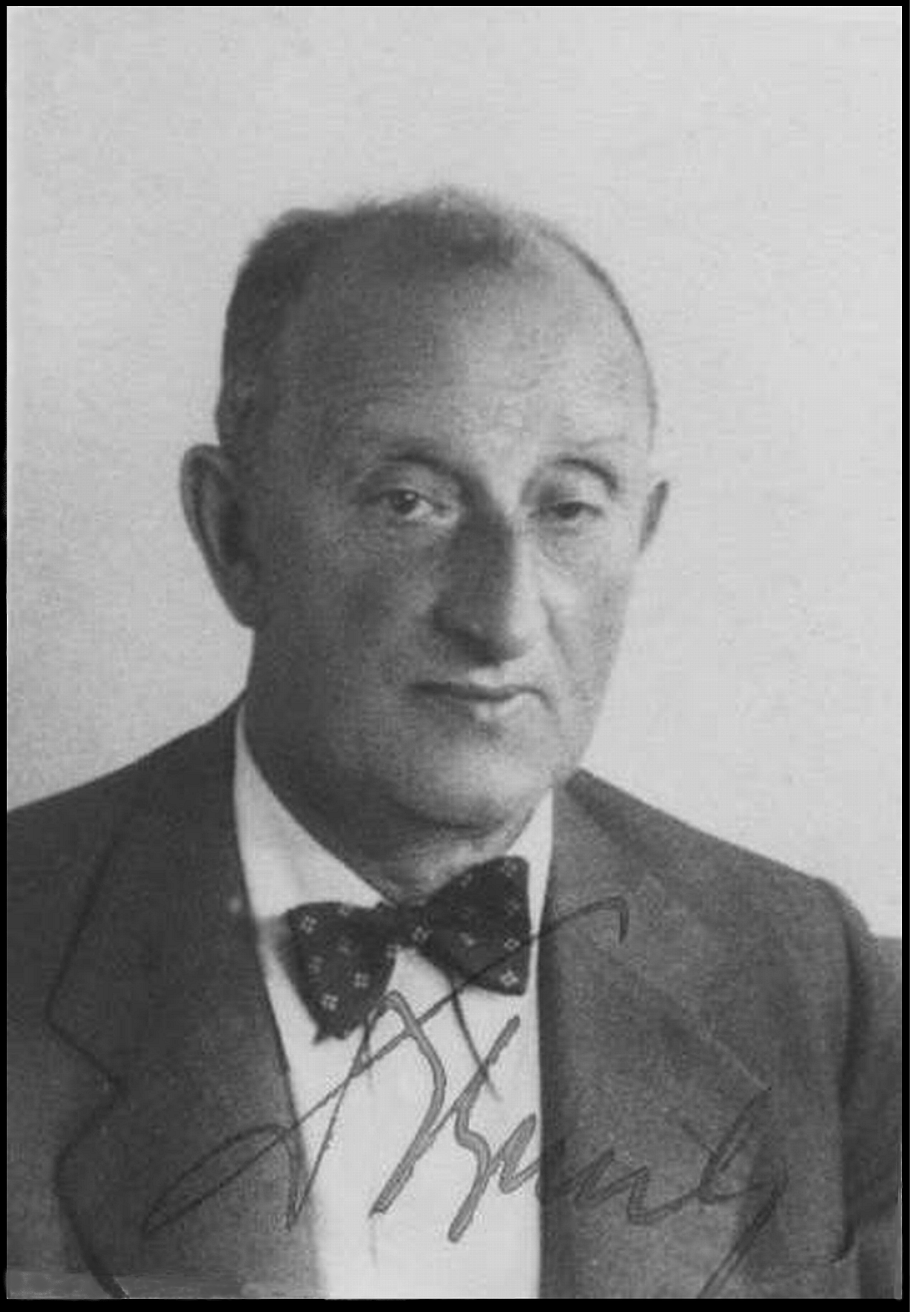
Tchán Lydie Bondyové – MUDr. Alexandr Bondy
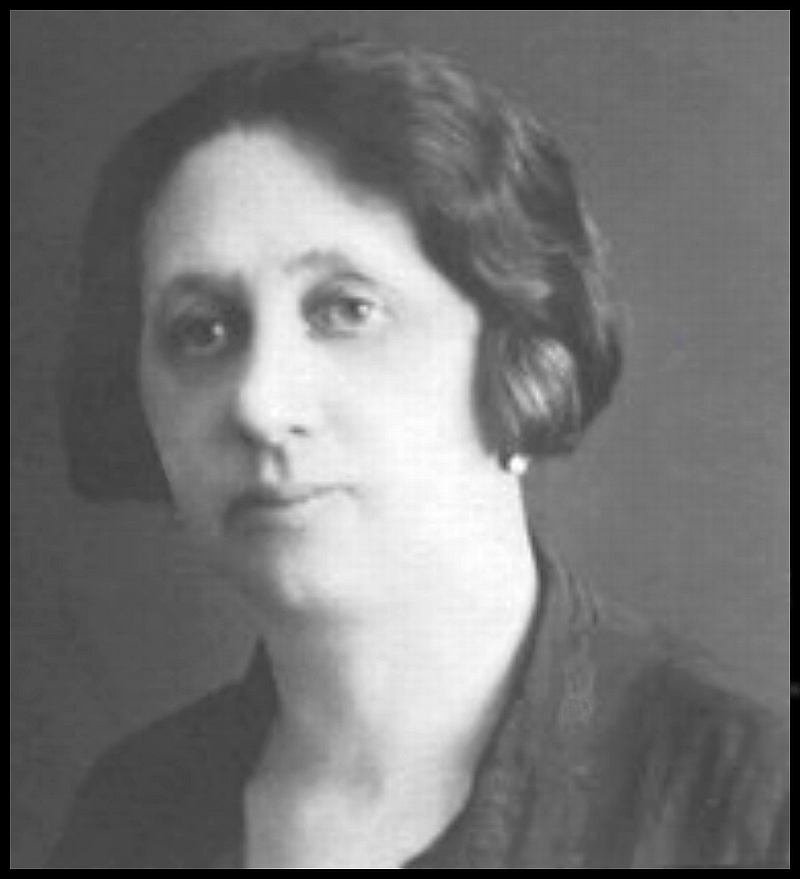
Tchyně Lydie Bondyové – Hilda Bondyová
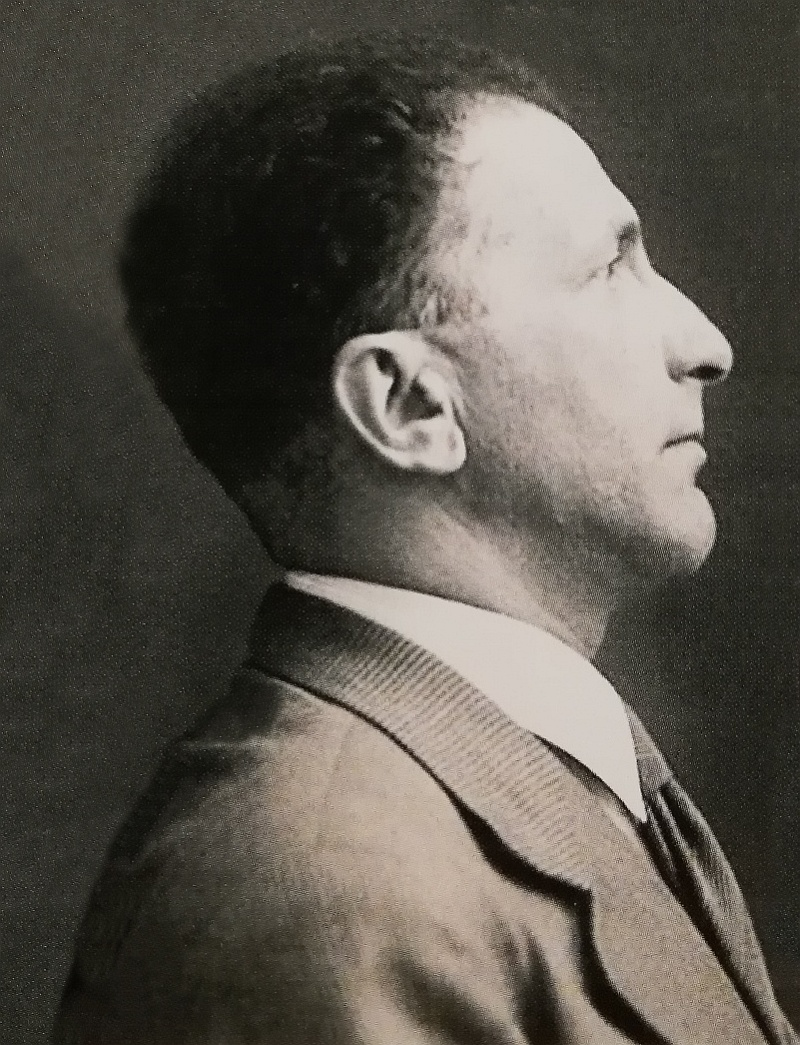
Zdenko Bergmann

Místa v Praze spjatá s Bondyovými a Bergmannovými
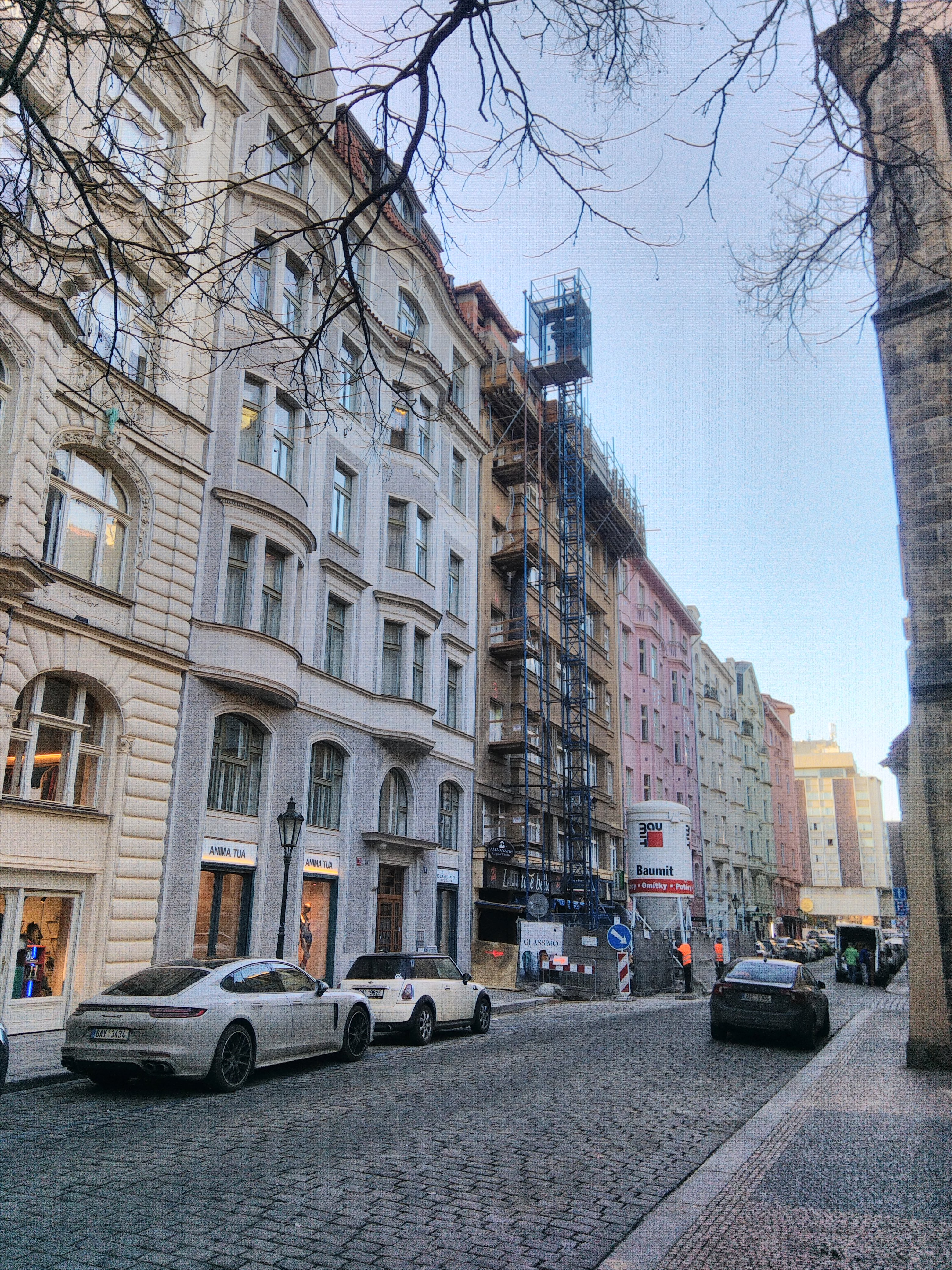
Ulice Elišky Krásnohorské v Praze 1 – Josefově, kde Bondyovi za protektorátu bydleli
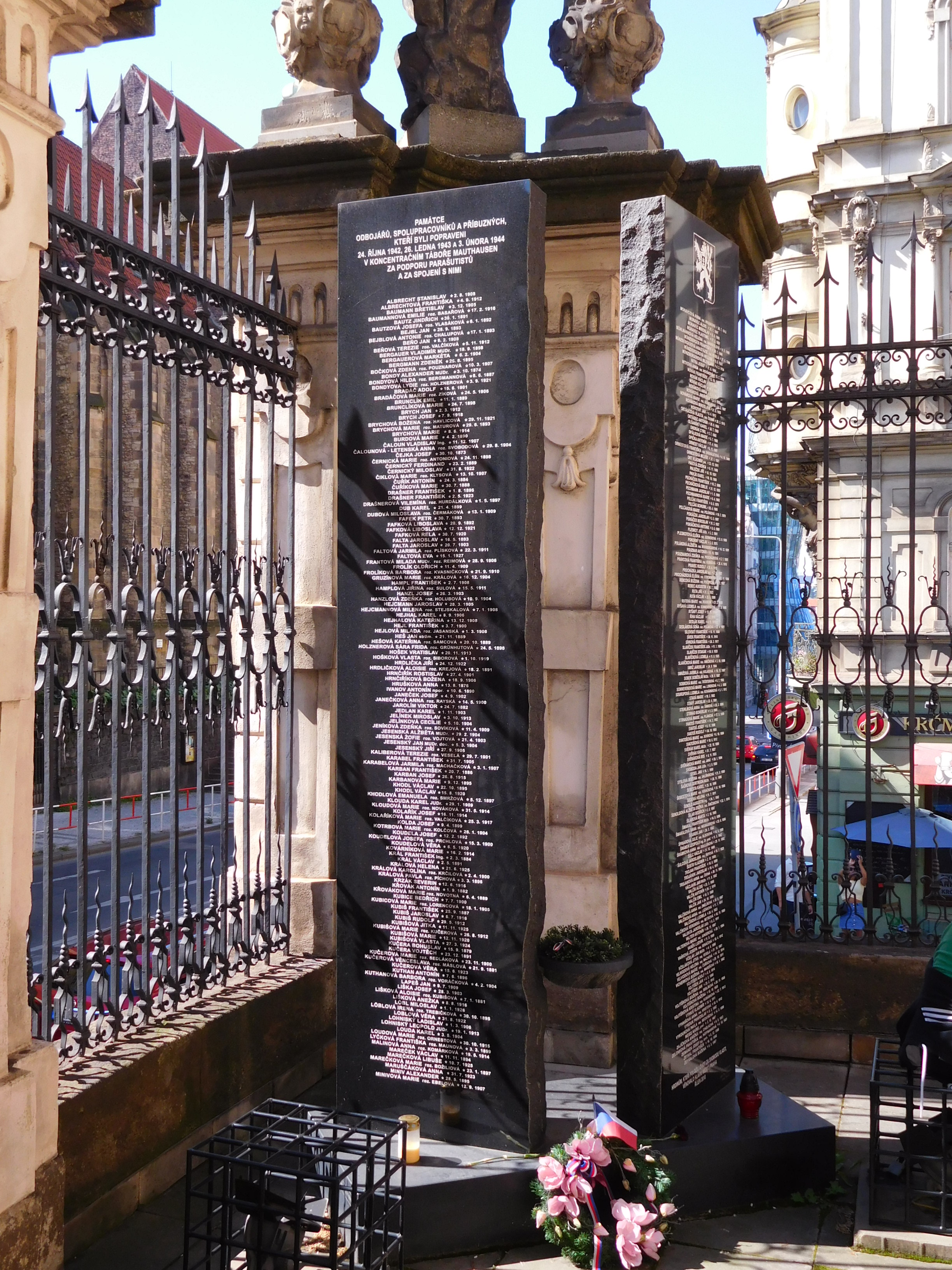
Pomník odbojářům popraveným a umučeným v souvislostí s operací Anthropoid (Resslova ulice)
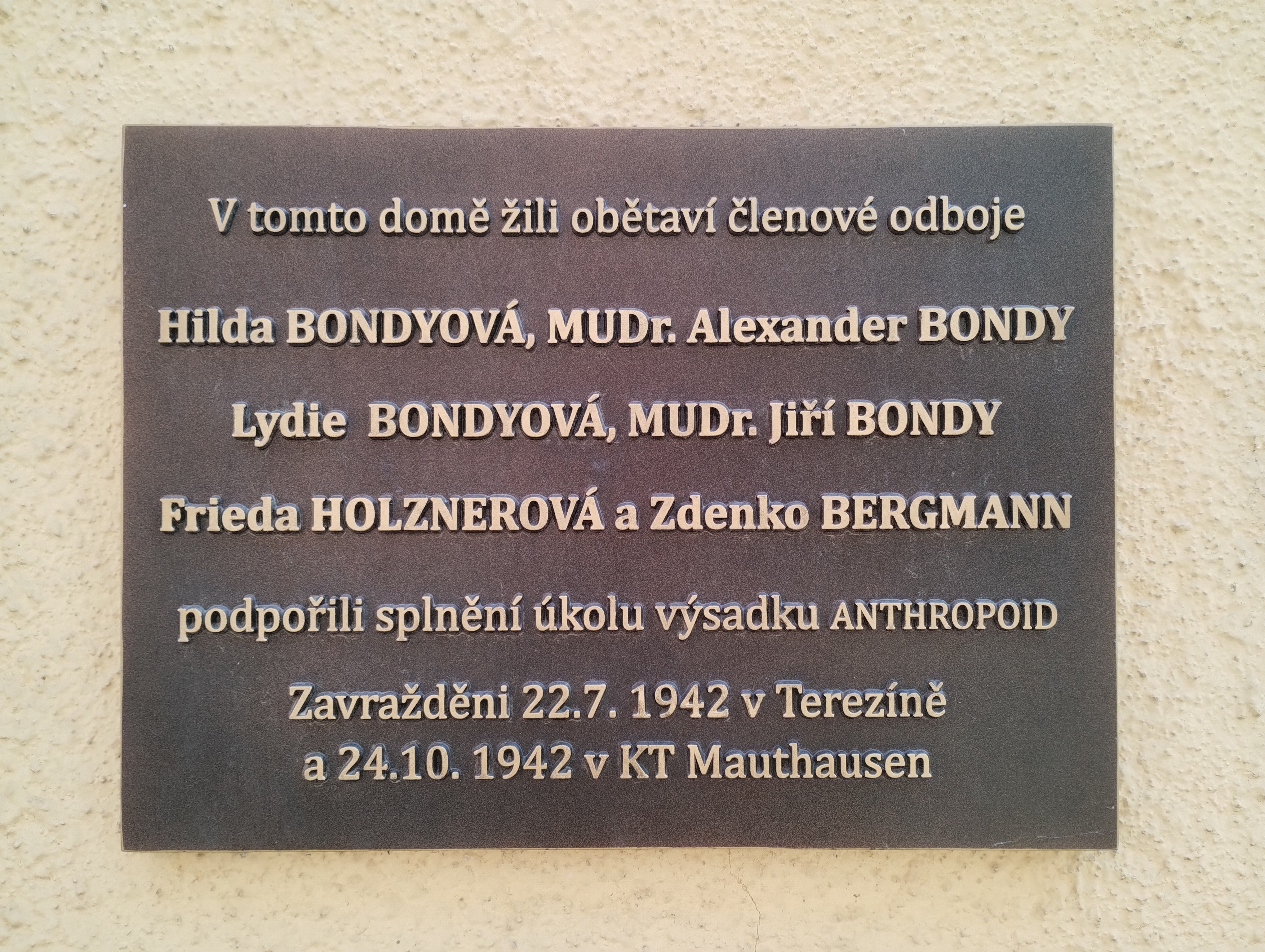
Pamětní deska podporovatelů výsadku Anthropoid (Elišky Krásnohorské 10/2, Praha 1 – Josefov)
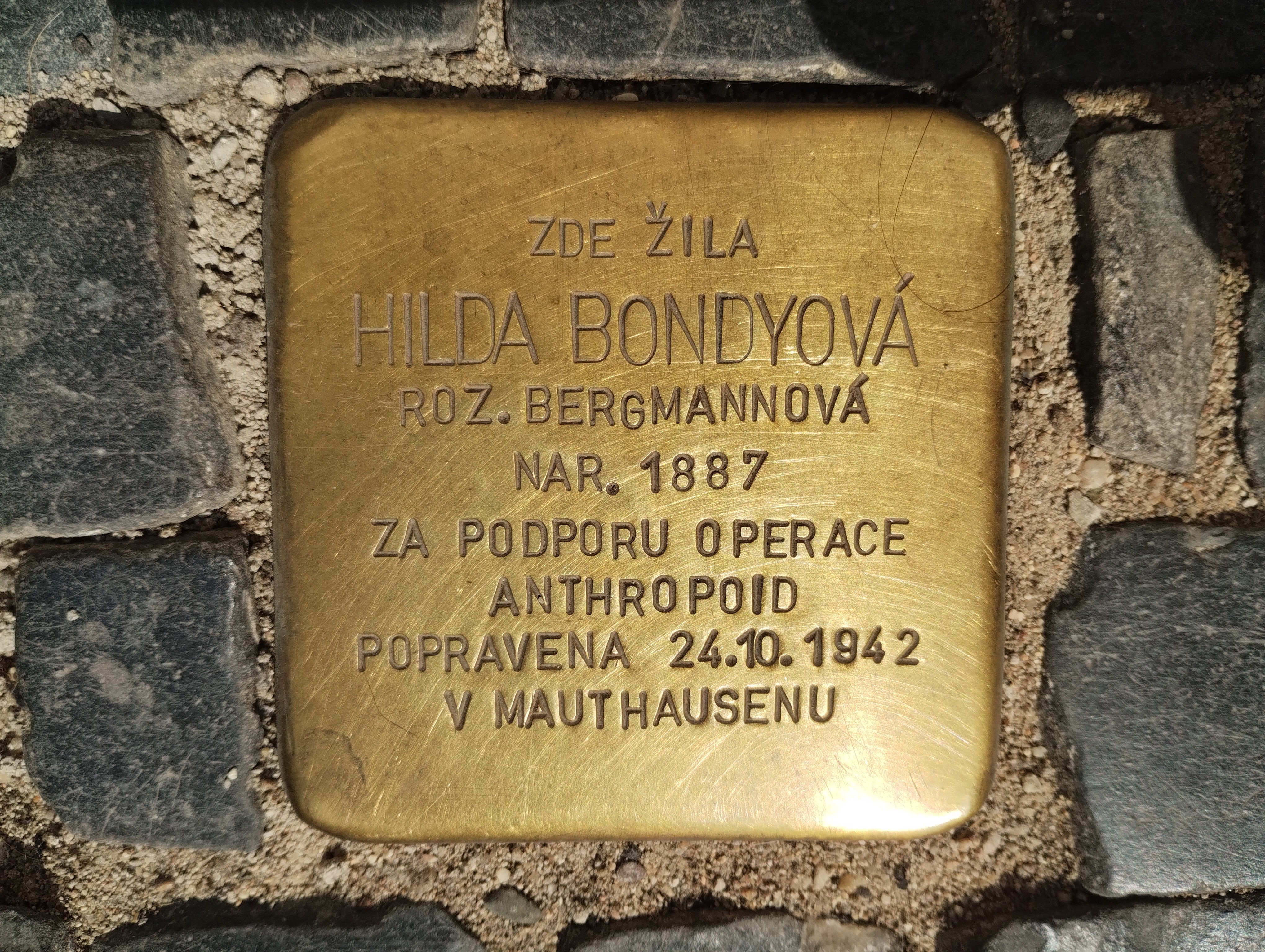
Kamen zmizelých věnovaný Hildě Bondyové, tchyni Lydie Bondyové, v Široké ulici v Praze 1
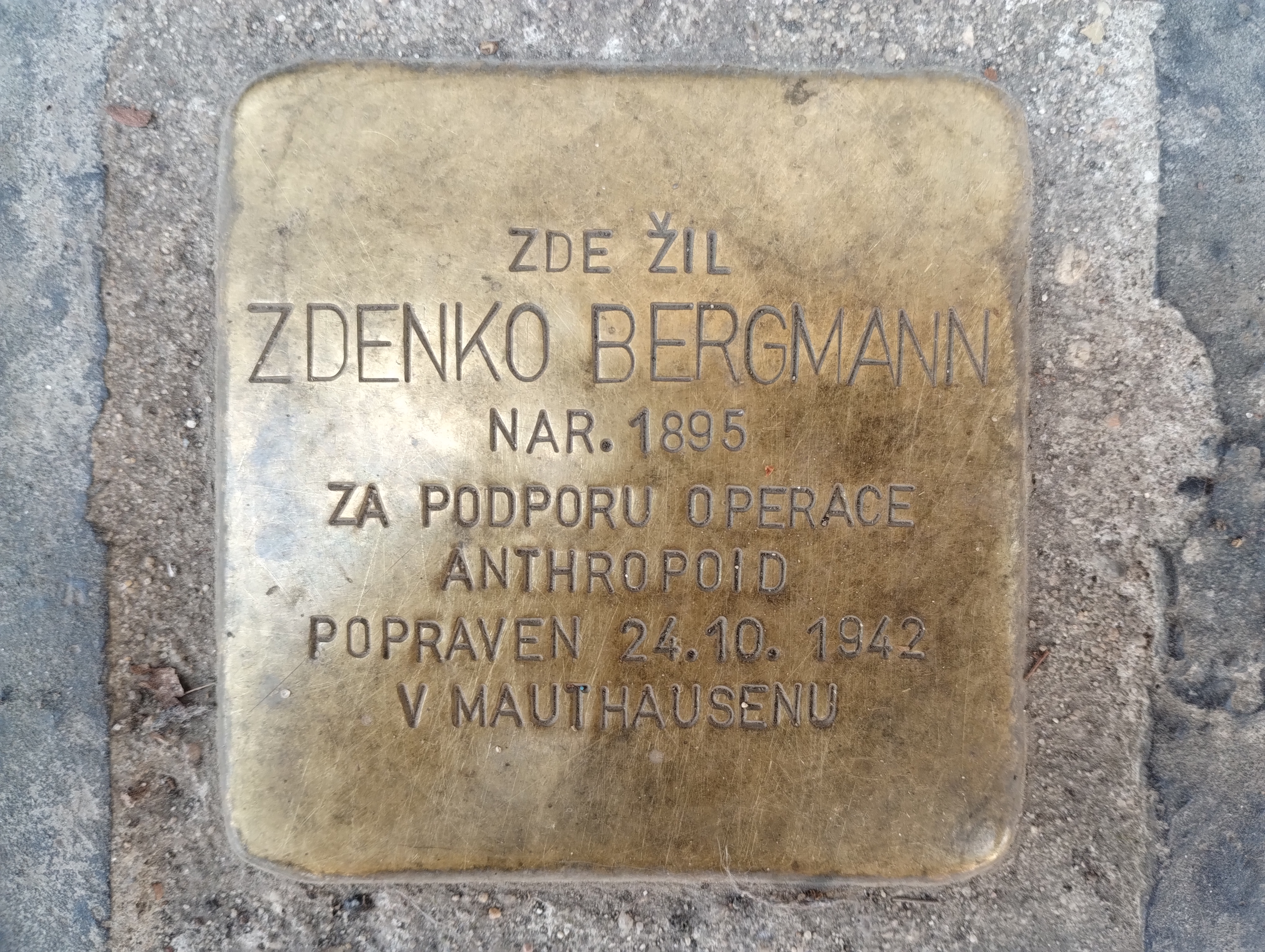
Kamen zmizelých věnovaný Zdenku Bergmannovi v Lucemburské ulici v Praze 3
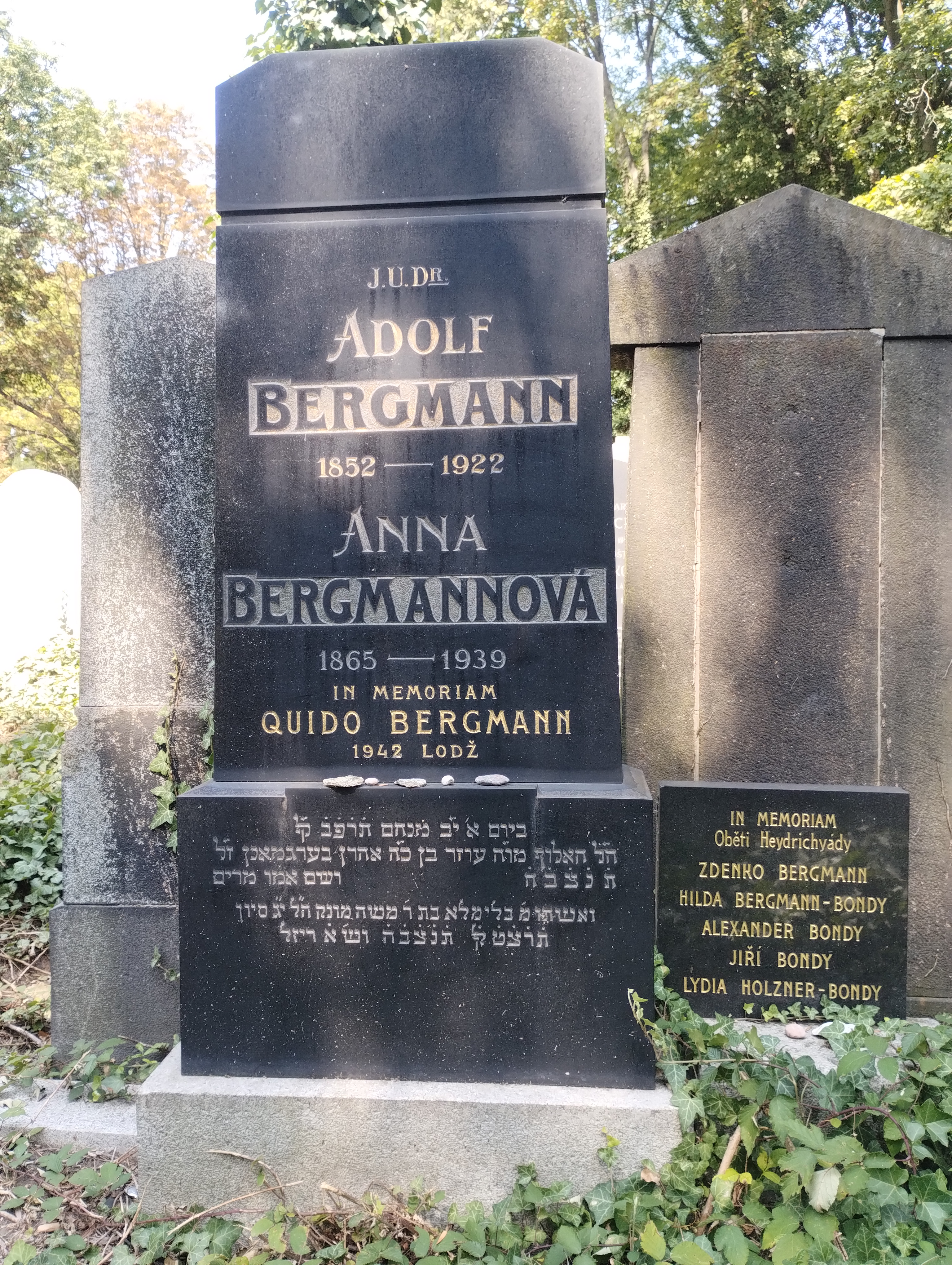
Hrob a kenotaf rodiny Bergmannovy a Bondyovy na Novém židovském hřbitově na Olšanech, Praha 3